# Trechaleidae
Trechaleidae Simon, 1890 è una famiglia di ragni appartenente all'infraordine Araneomorphae.

## Etimologia
Il nome deriva dal greco τρηχαλέος, trechalèos, forma poetica tarda per τραχύς, trachys cioè ruvido, irto, in quanto ha tutto il corpo irto di peli e di piccole gibbosità, ed il suffisso -idae, che designa l'appartenenza ad una famiglia.

## Caratteristiche
Sono ragni simili di aspetto ai Lycosidae ma con le zampe più sottili e lunghe.

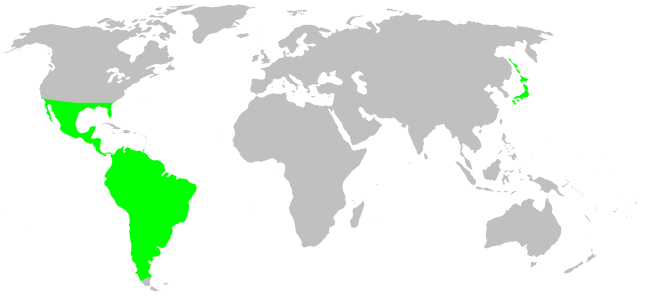
Trechaleidae, distribuzione

## Distribuzione
La maggior parte delle specie di questa famiglia si trova nell'America centrale e nell'America meridionale. Solo Shinobius orientalis è del Giappone.

## Tassonomia
Attualmente, a novembre 2020, si compone di 17 generi e 131 specie:
- Amapalea Silva & Lise, 2006 - Brasile
- Barrisca Chamberlin & Ivie, 1936 - America meridionale
- Caricelea Silva & Lise, 2007 - Perù
- Cupiennius Simon, 1891[2] - America centrale, Brasile, Venezuela, Ecuador
- Dossenus Simon, 1898 - America meridionale
- Dyrines Simon, 1903 - America meridionale
- Enna O. P-Cambridge, 1897 - dal Messico al Venezuela
- Heidrunea Brescovit & Höfer, 1994 - Brasile
- Hesydrus Simon, 1898 - America centrale e meridionale
- Neoctenus Simon, 1897 - America meridionale
- Paradossenus F. O. P.-Cambridge, 1903 - America meridionale
- Paratrechalea Carico, 2005 - America meridionale
- Rhoicinus Simon, 1898 - America meridionale
- Shinobius Yaginuma, 1991 - Giappone
- Syntrechalea F. O. P.-Cambridge, 1902 - America centrale
- Trechalea Thorell, 1869 - dagli USA al Perù
- Trechaleoides Carico, 2005 - America meridionale

### Generi trasferiti
- Demelodos Mello-Leitão, 1943[3] - Brasile
- Magnichela Silva & Lise, 2006[4] - Brasile